# Boriwka (obwód winnicki)
Boriwka (ukr. Борівка, pol. hist. Borówka) – wieś na Ukrainie, w obwodzie winnickim, w rejonie czerniweckim.
W 1820 roku Seweryn Mańkowski wybudował we wsi dwukondygnacyjny pałac stylu późnoklasycystycznym, który przetrwał do 1914 roku. W parku mauzoleum.